# Доктор Хто (сезон 3, 2007)
Третій сезон британського поновленого науково-фантастичного телесеріалу «Доктор Хто» супроводжувався різдвяним спецвипуском 25 грудня 2006 року «Наречена-утікачка». Після різдвяного спецвипуску почався показ звичайних епізодів телесеріалу, починаючи з епізоду «Сміт і Джонс» 31 березня 2007 року. Додатково до сезону був знятий 13-серійний анімаційний телесеріал (кожен епізод якого еквівалентний епізоду сезону), який був знятий та транслювався як частина телесеріалу «Повністю «Доктор Хто»» (англ. Totally Doctor Who).
Головним героєм сезону є Десятий Доктор (грає Девід Теннант) — іншопланетний Володар Часу, що подорожує крізь час та простір на TARDIS, який виглядає зовні як поліцейська будка. У різдвяному спецвипуску до нього приєднується Донна Ноубл (грає Кетрін Тейт). У телесеріалі також з'являється Фріма Аджимен, яка грає нового супутника Доктора Марту Джонс, яка покидає Доктора в кінці сезону через нерозділене кохання до нього. Також у трьох останніх епізодах сезону, які грають роль фінальних, повертається капітан Джек Гаркнесс (грає Джон Барроумен). Епізоди сезону поєднані сюжетною аркою, поєднуючись повторюваним висловом «Містер Саксон», який у підсумку означає повернення давнього ворога Доктора — Майстра (грає Дерек Якобі, після регенерації грає Джон Сімм).

## Епізоди

### Різдвяний спецвипуск (2006)
| Номер | Назва                                       | Код | Епізоди                 | Сценарист        | Режисер   | Дата виходу в ефір |
| ----- | ------------------------------------------- | --- | ----------------------- | ---------------- | --------- | ------------------ |
| 178   | Наречена-утікачка (англ. The Runaway Bride) | 3.X | 60-хвилинний спецвипуск | Расселл Т. Девіс | Еврос Лін | 25 грудня 2006     |

### Третій (двадцять дев'ятий) сезон (2007)
| Номер | Назва | Код            | Епізоди                            | Сценарист        | Режисер                           | Дата виходу в ефір                           |
| ----- | --- | -------------- | ---------------------------------- | ---------------- | --------------------------------- | -------------------------------------------- |
| 179   | Сміт і Джонс (англ. Smith and Jones)                                                                                 | 3.1            | 1 епізод                           | Расселл Т. Девіс | Чарльз Палмер                     | 31 березня 2007                              |
| 180   | Код Шекспіра (англ. The Shakespeare Code)                                                                            | 3.2            | 1 епізод                           | Гарет Робертс    | Чарльз Палмер                     | 7 квітня 2007                                |
| 181   | Затор (англ. Gridlock)                                                                                               | 3.3            | 1 епізод                           | Расселл Т. Девіс | Річард Кларк                      | 14 квітня 2007                               |
| 182   | Далеки на Манхеттені (англ. Daleks in Manhattan) Еволюція далеків (англ. Evolution of the Daleks)                    | 3.4 3.5        | 2 епізоди                          | Хелен Рейнор     | Джеймс Стронг                     | 21 квітня 2007 28 квітня 2007                |
| 183   | Експеримент Лазаруса (англ. The Lazarus Experiment)                                                                  | 3.6            | 1 епізод                           | Стівен Грінхорн  | Річард Кларк                      | 5 травня 2007                                |
| 184   | 42 (англ. 42) | 3.7            | 1 епізод                           | Кріс Чібнел      | Грем Харпер                       | 19 травня 2007                               |
| 185   | Людська природа (англ. Human Nature) Сім'я крові (англ. The Family of Blood)                                         | 3.8 3.9        | 2 епізоди                          | Пол Корнелл      | Чарльз Палмер                     | 26 травня 2007 2 червня 2007                 |
| 186   | Кліп-кліп (англ. Blink)                                                                                              | 3.10           | 1 епізод                           | Стівен Моффат    | Хетті МакДональд                  | 9 червня 2007                                |
| 187   | Утопія (англ. Utopia) Барабанний бій (англ. The Sound of Drums) Останній Володар Часу (англ. Last of the Time Lords) | 3.11 3.12 3.13 | 3 епізоди (3.13 триває 52 хвилини) | Расселл Т. Девіс | Грем Харпер Колін Тіг (2 епізоди) | 16 червня 2007 23 червня 2007 30 червня 2007 |

### Анімаційний телесеріал
| Номер                                        | Назва                                               | Код                                          | Епізоди                                      | Сценарист                                    | Режисер                                      | Дата виходу в ефір                           |
| Спеціальний випуск Totally Doctor Who (2007) | Спеціальний випуск Totally Doctor Who (2007)        | Спеціальний випуск Totally Doctor Who (2007) | Спеціальний випуск Totally Doctor Who (2007) | Спеціальний випуск Totally Doctor Who (2007) | Спеціальний випуск Totally Doctor Who (2007) | Спеціальний випуск Totally Doctor Who (2007) |
| -------------------------------------------- | --------------------------------------------------- | -------------------------------------------- | -------------------------------------------- | -------------------------------------------- | -------------------------------------------- | -------------------------------------------- |
| —                                            | У пошуках нескінченності (англ. The Infinite Quest) | —                                            | Анімаційний серіал (13 x 3:30 або 45 хвилин) | Алан Барнс                                   | Гаррі Расселл                                | 2 квітня- 30 червня 2007                     |

## Трансляція та сприйняття
Прем'єра сезону була 31 березня 2007 року з епізоду «Сміт і Джонс». Сезон завершився після трансляції 13 епізодів 30 червня 2007 з випуском епізоду «Останній Володар Часу». Поруч з кожним епізодом транслювались епізоди «Доктор Хто: Конфіденційно», продовжуючись з попереднього сезону.
Арнольд Т. Блумберг з IGN надав позитивний відгук до третього сезону. Він хвалив акторську гру Теннанта, Аджимен та Джона Сімма, описуючи представлення Сімма в серіалі «головним штрихом». Ним була дана оцінка сезону в 9 балів з 10 (Вражаюче).

## Номінації та нагороди
| Рік  | Нагорода                                        | Категорія                                                                         | Номінант(-и)                                                                                               | Результат | Посилання     |
| ---- | ----------------------------------------------- | --------------------------------------------------------------------------------- | --- | --------- | ------------- |
| 2007 | Единбурзький міжнародний телевізійний фестиваль | Найкраща телепрограма року                                                        | Доктор Хто                                                                                                 | Перемога  | [ 4 ]         |
| 2007 | Нагороди «Glenfiddich Spirit of Scotland»       | Телевізійна нагорода                                                              | Девід Теннант                                                                                              | Перемога  | [ 5 ]         |
| 2007 | Телевізійний фестиваль в Монте-Карло            | Видатний актор в драматичному серіалі                                             | Девід Теннант                                                                                              | Номінація | [ 6 ]         |
| 2007 | Телевізійний фестиваль в Монте-Карло            | Видатна акторка в драматичному серіалі                                            | Фріма Аджимен                                                                                              | Номінація | [ 6 ]         |
| 2007 | Національна телевізійна премія                  | Найбільш популярна драма                                                          | Доктор Хто                                                                                                 | Перемога  | [ 7 ]         |
| 2007 | Національна телевізійна премія                  | Найбільш популярний актор                                                         | Девід Теннант                                                                                              | Перемога  | [ 7 ]         |
| 2007 | Національна телевізійна премія                  | Найбільш популярна акторка                                                        | Фріма Аджимен                                                                                              | Номінація | [ 8 ]         |
| 2007 | Премія «Неб'юла»                                | Найкращий сценарій                                                                | Стівен Моффат за епізод «Кліп-кліп»                                                                        | Номінація | [ 9 ]         |
| 2007 | Премія «Сатурн»                                 | Найкращий іноземний серіал                                                        | Доктор Хто                                                                                                 | Перемога  | [джерело?]    |
| 2007 | Scream Awards                                   | Найкраще телевізійне шоу                                                          | Доктор Хто                                                                                                 | Номінація | [ 10 ]        |
| 2007 | TV Quick Awards                                 | Найкраща популярна драма                                                          | Доктор Хто                                                                                                 | Перемога  | [ 11 ]        |
| 2007 | TV Quick Awards                                 | Найкращий актор                                                                   | Девід Теннант                                                                                              | Перемога  | [ 11 ]        |
| 2007 | TV Quick Awards                                 | Найкраща акторка                                                                  | Фріма Аджимен                                                                                              | Номінація | [ 11 ]        |
| 2007 | Нагорода Гільдії сценаристів Великої Британії   | Найкраща «мильна опера»/серіал                                                    | Кріс Чібнолл, Пол Корнелл, Расселл Ті Девіс, Стівен Грінхорн, Стівен Моффат, Хелен Райнор та Гарет Робертс | Перемога  | [ 12 ]        |
| 2008 | BAFTA Cymru Awards                              | Найкращий драматичний серіал                                                      | Доктор Хто                                                                                                 | Перемога  | [ 13 ]        |
| 2008 | BAFTA Cymru Awards                              | Найкраща операторська робота: драма                                               | Доктор Хто                                                                                                 | Перемога  | [ 13 ]        |
| 2008 | BAFTA Cymru Awards                              | Найкращий костюм                                                                  | Луїза Пейдж за «Код Шекспіра»                                                                              | Номінація | [ 13 ]        |
| 2008 | BAFTA Cymru Awards                              | Найкращий макіяж                                                                  | Доктор Хто                                                                                                 | Перемога  | [ 13 ]        |
| 2008 | BAFTA Cymru Awards                              | Найкращий звук                                                                    | Дактор Хто                                                                                                 | Перемога  | [ 13 ]        |
| 2008 | BAFTA Cymru Awards                              | Найкращий режисер: драма                                                          | Доктор Хто                                                                                                 | Перемога  | [ 13 ]        |
| 2008 | BAFTA Cymru Awards                              | Найкращий автор сценарію                                                          | Стівен Моффат                                                                                              | Перемога  | [ 13 ]        |
| 2008 | British Academy Television Awards               | Найкращий автор сценарію                                                          | Стівен Моффат за «Кліп-кліп»                                                                               | Перемога  | [ 14 ]        |
| 2008 | British Academy Television Awards               | Найкращий оригінальний саундтрек                                                  | Мюррей Ґолд                                                                                                | Номінація | [ 14 ]        |
| 2008 | British Academy Television Awards               | Найкраща робота зі звуком                                                         | Спеціалісти по роботі зі звуком з BBC Wales                                                                | Номінація | [ 14 ]        |
| 2008 | Constellation Awards                            | Найкращий науково-фантастичний телесеріал 2007                                    | Доктор Хто                                                                                                 | Перемога  | [ 15 ]        |
| 2008 | Constellation Awards                            | Найкраща гра чоловічого актора в науково-фантастичному телевізійному епізоді 2007 | Девід Теннант за «Людська природа» / «Сім'я крові»                                                         | Перемога  | [ 15 ]        |
| 2008 | Constellation Awards                            | Найкраща гра жіночого актора в науково-фантастичному телевізійному епізоді 2007   | Кері Малліган за «Кліп-кліп»                                                                               | Перемога  | [ 15 ]        |
| 2008 | Премія «Г'юго»                                  | Найкраща драматична постановка (коротка форма)                                    | «Кліп-кліп»                                                                                                | Перемога  | [ 16 ]        |
| 2008 | Премія «Г'юго»                                  | Найкраща драматична постановка (коротка форма)                                    | «Людська природа» / «Сім'я крові»                                                                          | Номінація | [ 16 ]        |
| 2008 | TRIC Awards                                     | Телевізійна драматична програма                                                   | Доктор Хто                                                                                                 | Номінація | [ 17 ]        |
| 2008 | TRIC Awards                                     | Видатні візуальні ефекти в серіалі для ефірного ТБ                                | Девід Х'югтон, Вілл Коген, Джен-Клауді Дегуара та Ніколас Гернандес за «Останній володар часу»             | Номінація | [ 18 ] [ 19 ] |
| 2008 | TRIC Awards                                     | Видатний анімаційний персонаж в ефірному комерційному проекті з живими акторами   | Ніколас Гернандес, Адам Барнетт, Ніл Рош та Джен-Клауді Дегуара за «Останній володар часу»                 | Номінація | [ 18 ] [ 19 ] |